# Richard Felton Outcault

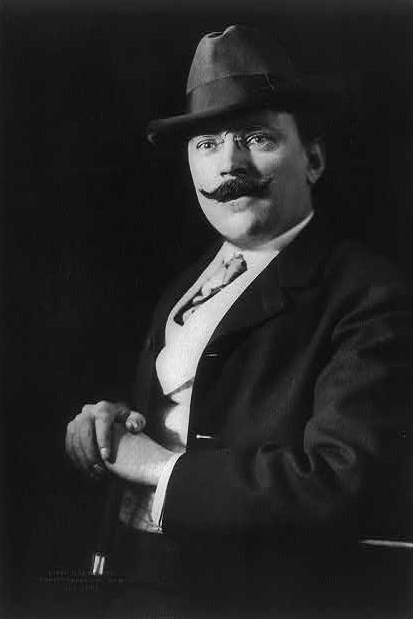
Richard Felton Outcault (1905)

Richard Felton Outcault (* 14. Januar 1863 in Lancaster, Ohio; † 25. September 1928 in Flushing, New York) war ein US-amerikanischer Comiczeichner, Autor und Maler. Er ist der Schöpfer der Comicfiguren The Yellow Kid und Buster Brown.

## Leben und Wirken
Outcault war der Sohn von Jesse und Catherine Outcault. Von 1878 bis 1881 besuchte er die McMicken University’s School of Design in Cincinnati. 1889 wurde er technischer Zeichner für Thomas Alva Edison. In dessen Auftrag ging er 1889 zur Pariser Weltausstellung, wo er die Gelegenheit wahrnahm, seine künstlerische Ausbildung zu vervollständigen. 1890, nach seiner Rückkehr in die USA, begann er, komische Beiträge für Zeitschriften wie Truth und Judge zu zeichnen.
1894 erschien seine bekannteste Figur „The Yellow Kid“ erstmals in der Zeitschrift Truth. Im selben Jahr wechselte er in eine Festanstellung zu Joseph Pulitzers New York World. Dort erschien seine Serie unter dem Titel Hogan’s Alley mit dem Yellow Kid weiter, anfangs in kleinem Format und schwarz-weiß, ohne besondere Aufmerksamkeit zu erregen. Das änderte sich erst, als die Serie ganzseitig und in Farbe veröffentlicht wurde – wobei das leuchtend gelbe Nachthemd des Protagonisten besonders hervorstach. Der Erfolg der Serie führte zu einer raschen Steigerung der Auflage der New York World, was William Randolph Hearst nicht entging, der umgehend Outcault für ein höheres Honorar zu seinem New York Journal abwarb. Ein Rechtsstreit zwischen den beiden Blättern führte dazu, dass Pulitzer die Titelrechte an Hogan’s Alley behielt, und der Comic bei Hearst unter dem Titel The Yellow Kid erschien. Im Englischen leitet sich der Begriff für Boulevardjournalismus, „yellow press“, von Outcaults Yellow Kid ab.